# 마지막 썸머
《마지막 썸머》2025년 11월 1일에 방영될 KBS 2TV 토일 드라마이다.

## 기획의도
여름을 싫어하는 여자와 매일 여름을 기다려온 남자의 로맨스 드라마

## 등장인물
- 이재욱
- 최성은

## 시청률
최저 시청률과 최고 시청률은 시청률 조사회사와 지역별로 시청률에 차이가 있을 수 있습니다.
| 2025년 | 2025년    | 2025년         |
| 회차   | 방송일    | 닐슨 시청률    |
| 회차   | 방송일    | 대한민국(전국) |
| ------ | --------- | -------------- |
| 제1회  | 11월 1일  | %              |
| 제2회  | 11월 2일  |                |
| 제3회  | 11월 8일  |                |
| 제4회  | 11월 9일  |                |
| 제5회  | 11월 15일 |                |
| 제6회  | 11월 16일 |                |
| 제7회  | 11월 22일 |                |
| 제8회  | 11월 23일 |                |
| 제9회  | 11월 29일 |                |
| 제10회 | 11월 30일 |                |
| 제11회 | 12월 6일  |                |
| 제12회 | 12월 7일  |                |